# Berezina
Berezina (în germană Beresina; în ucraineană Соборне, transliterat: Soborne, anterior Berezîne, în ucraineană Березине, transliterat: Berezîne) este o așezare de tip urban în comuna Tarutino din raionul Bolgrad, regiunea Odesa, Ucraina. În afara localității principale, nu cuprinde și alte sate. Satul a fost locuit de germanii basarabeni.

## Demografie
Componența lingvistică a așezării de tip urban Berezina
     Rusă (45,09%)
     Ucraineană (21,02%)
     Bulgară (12,82%)
     Română (11,07%)
     Găgăuză (7,42%)
     Alte limbi (1,59%)
Conform recensământului din 2001, nu exista o limbă vorbită de majoritatea populației, aceasta fiind compusă din vorbitori de rusă (45,09%), ucraineană (21,02%), bulgară (12,82%), română (11,07%) și găgăuză (7,42%).

## Personalități

### Născuți în Soborne
- Johann Gerstenberger (1862–1930), politician țarist, deputat în Duma de Stat al celei de-a II-a convocări din partea Basarabiei.